# Народный комиссариат внутренних дел УССР
Наро́дный комиссариа́т вну́тренних дел Укра́инской ССР (НКВД УССР, укр. Народний комісаріат внутрішніх справ Української РСР) — центральный орган государственного управления Советской Украины по борьбе с преступностью и поддержанию общественного порядка. Первоначально назывался Народным секретариатом. Существовал в 1917—1930 и 1934—1946 годах.
После того, как 15 марта 1946 года Верховный Совет СССР принял закон о преобразовании Совета Народных Комиссаров союзных республик в Совет Министров союзных республик, а народных комиссариатов — в министерства, НКВД УССР было преобразовано в Министерство внутренних дел УССР.

## Список руководителей
- Бош, Евгения Богдановна (1879—1925), декабрь 1917 года — март 1918 года;
- Аверин, Василий Кузьмич (1884—1945), ноябрь 1918 года — январь 1919 года;
- Ворошилов, Климент Ефремович (1881—1969), январь—июнь 1919 года;
- Колос, Григорий Авксентьевич (1892—1937), февраль—май 1920 года;
- Шумский, Александр Яковлевич (1890—1946), 1920 год;
- Антонов-Саратовский, Владимир Павлович (1884—1965), 1920—1921 годы;
- Скрыпник, Николай Алексеевич (1872—1933), июль 1921 года — 1922 год;
- Манцев, Василий Николаевич (1889—1938), март 1922 года — август 1923 года;
- Николаенко, Иван Игнатьевич (1886—1937), август—декабрь 1923 года;
- Балицкий, Всеволод Аполлонович (1892—1937), март 1924 года — декабрь 1930 года, июль 1934 года — май 1937 года;
- Леплевский, Израиль Моисеевич (1896—1938), июнь 1937 года — январь 1938 года;
- Успенский, Александр Иванович (1902—40), январь—ноябрь 1938 года;
- Серов, Иван Александрович (1905—90), 1939—1941 годы;
- Сергиенко, Василий Тимофеевич (1903—82), 1941—1943 годы;
- Рясной, Василий Степанович (1904—95), июль 1943 года — январь 1946 года;
- Строкач, Тимофей Амвросиевич (1903—63), январь—март 1946 года.

## Образцы документов

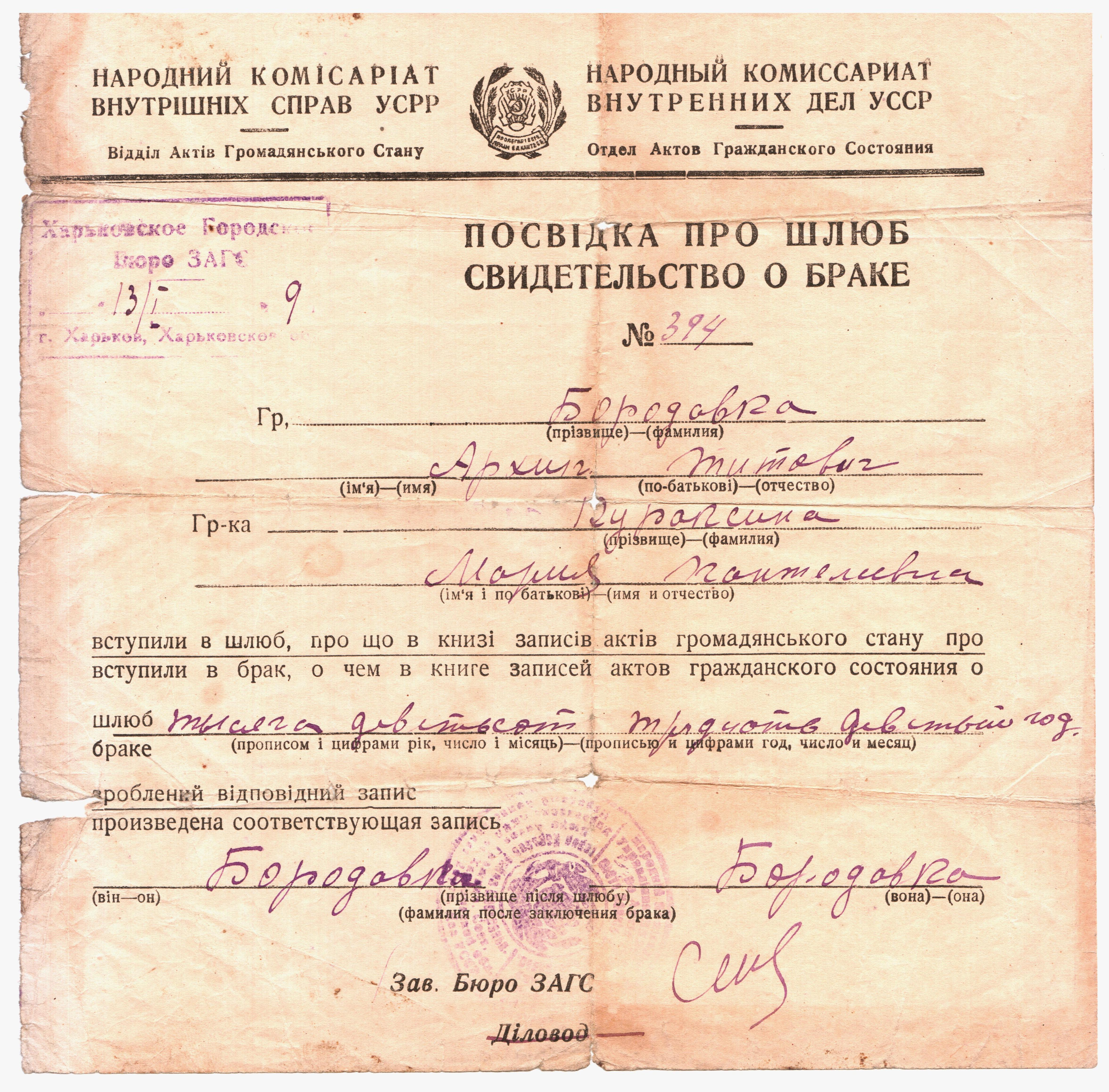
Свидетельство о браке (Харьков, 1939, НКВД УССР)
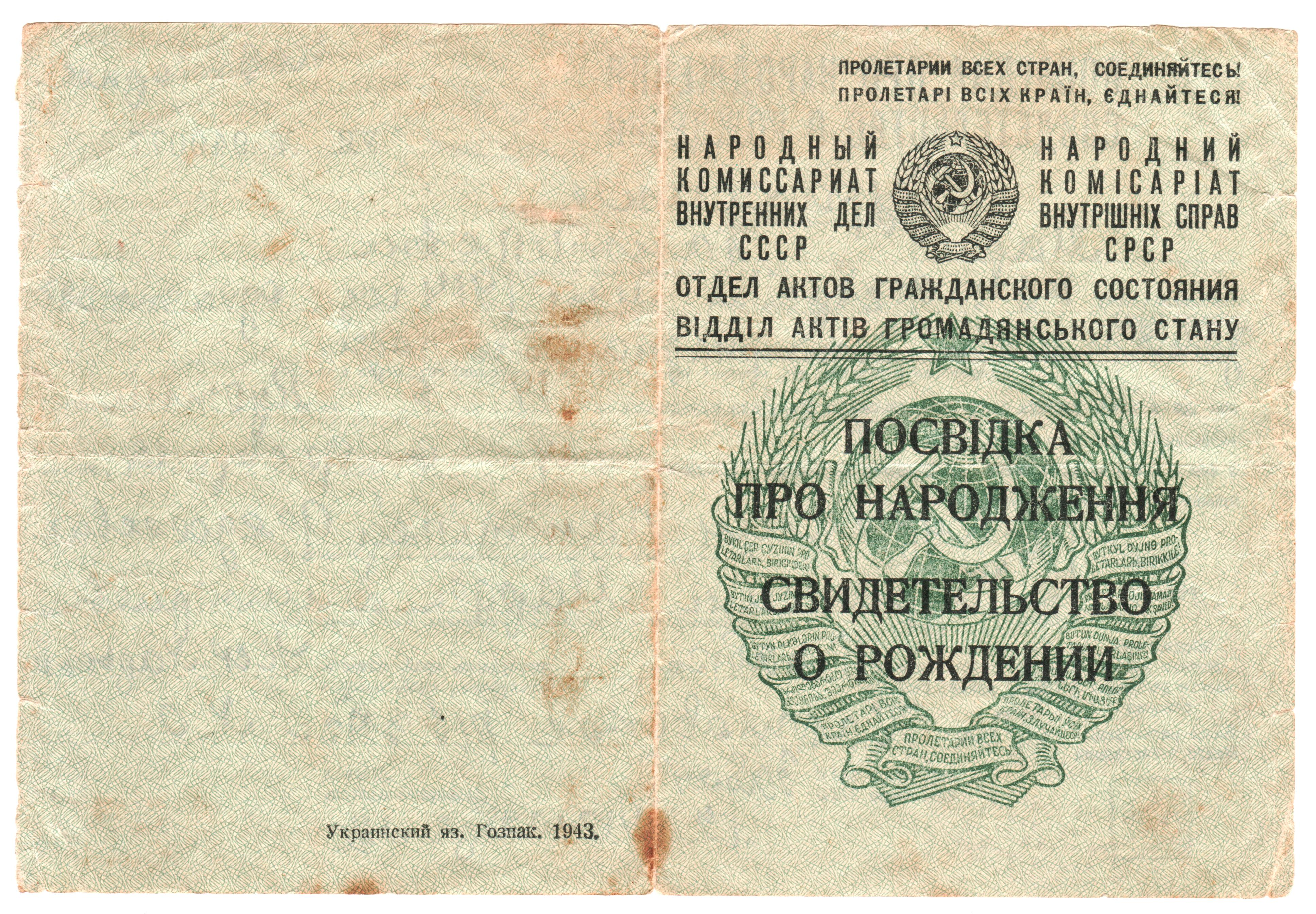
Свидетельство о рождении, сторона «А» (1943, НКВД УССР)
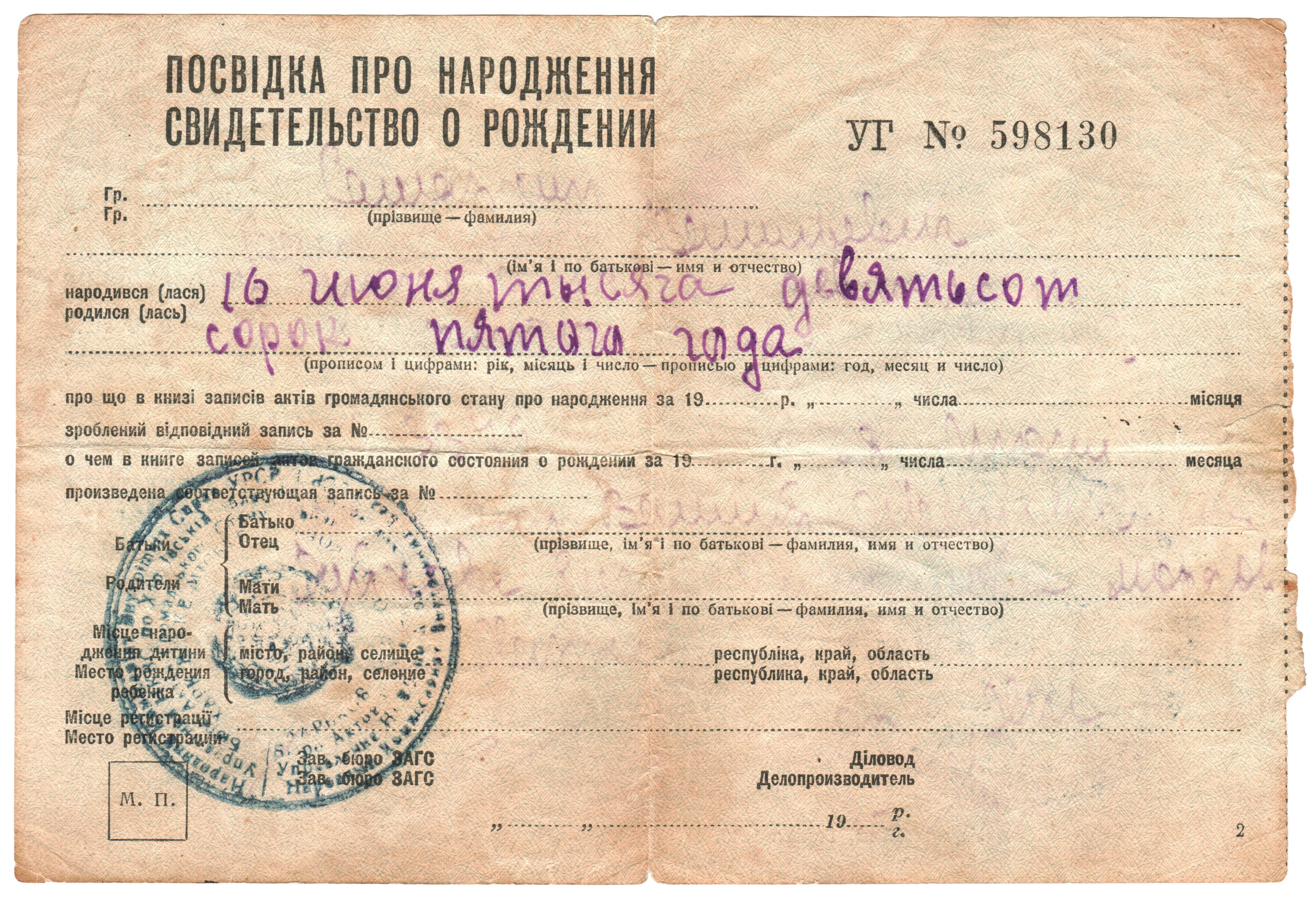
Свидетельство о рождении, сторона «Б» (1945, НКВД УССР)